# Побединский, Геннадий Германович
Победи́нский Генна́дий Ге́рманович (род. 13 января 1958, с. Матвеевка, Новосибирская область) — советский и российский ученый, государственный деятель, действительный государственный советник Российской Федерации 3 класса.

## Биография
В 1980 году окончил геодезический факультет Новосибирского института инженеров геодезии, аэрофотосъемки и картографии «НИИГАиК» (СГУГИТ, СГГА) по специальности «прикладная геодезия», в настоящее время Сибирский государственный  университет геосистем и технологий (СГУГИТ) г. Новосибирск.
Начал трудовую деятельность в 1977 году техником в Экспедиции № 146 Предприятия № 8 г. Бердск Новосибирской области.
1978—1982 гг. старший техник, инженер Научно-исследовательского института прикладной геодезии (НИИПГ), в настоящее время Сибирский научно-исследовательский и производственный центр геоинформации и прикладной геодезии (Сибгеоинформ)  Архивная копия от 13 марта 2018 на Wayback Machine г. Новосибирск.
ГУГК «Научно – исследовательский институт прикладной геодезии», г. Новосибирск.
1983—1985 гг.  аспирант Центрального ордена "Знак Почета" научно-исследовательского института геодезии, аэрофотосъемки и картографии («ЦНИИГАиК») г. Москва. В 1986 году защитил диссертацию на соискание ученой степени кандидат технических наук по специальности «геодезия».
1986—1989 гг. старший инженер, главный инженер Экспедиции № 131 Предприятия № 7 г. Калинин (Тверь).
1989—1990 гг. начальник Экспедиции № 129 Предприятия № 7 г. Горький (Нижний Новгород).
1990—1992 гг. начальник Верхневолжского территориального геодезического центра Московского аэрогеодезического предприятия на базе Экспедиции № 129 и Экспедиции № 133 г. Нижний Новгород.
1992—2006 гг. директор, генеральный директор «Верхневолжского аэрогеодезического предприятия»  Архивная копия от 30 декабря 2017 на Wayback Machine Федеральной службы геодезии и картографии России (Роскартографии) г. Нижний Новгород.
2006—2009 гг. заместитель руководителя Федерального агентства геодезии и картографии (Роскартография), Главный государственный инспектор Российской Федерации по надзору за геодезической и картографической деятельностью г. Москва.
2010—2012 гг. — заместитель директора Центрального ордена "Знак Почета" научно-исследовательского института геодезии, аэрофотосъемки и картографии («ЦНИИГАиК») г. Москва.
2012—2013 гг. — генеральный директор, заместитель генерального директора ОАО «Роскартография» Архивная копия от 10 января 2018 на Wayback Machine
2014—2017 годы — директор ФГБУ «Федеральный научно-технический центр геодезии, картографии и инфраструктуры пространственных данных»  Архивная копия от 10 января 2018 на Wayback Machine Федеральной службы государственной регистрации, кадастра и картографии (Росреестр)  Архивная копия от 16 января 2014 на Wayback Machine

## Участие в некоммерческих профессиональных и общественных организациях
С 2013 года Член Центрального правления Российскоe общество геодезии, картографии и землеустройства|Российского общества геодезии, картографии и землеустройства  Архивная копия от 29 декабря 2017 на Wayback Machine

С 2014 г. Главный редактор журнала «Геодезия и картография»  Архивная копия от 10 января 2018 на Wayback Machine 

С 2016 г. Председатель Технического комитета по стандартизации ТК 394 «Географическая информация/геоматика»  Архивная копия от 17 января 2018 на Wayback Machine 

С 2016 г. Член Совета Международного союза научных и инженерных общественных объединений  Архивная копия от 3 апреля 2018 на Wayback Machine.

## Семья
Женат, трое детей.

## Награды и звания
- Изобретатель СССР
- Заслуженный работник геодезии и картографии Российской Федерации. Указ Президента РФ от 17.05.99 г. N 595

## Научная деятельность
- Является автором (соавтором) более 200 научных трудов и изобретений в области геодезии, картографии, геоинформатики, геопространственных данных.
- ГЛОНАСС и геодезия. Под общей редакцией Г.В. Демьянова, Н.Г. Назаровой, В.Б. Непоклонова, Г.Г. Побединского, Л.И. Яблонского. - М. : Федеральный научно-технический центр геодезии, картографии и инфраструктуры пространственных данных, 2016. - 272 с. - ISBN 978-5-903547-19-7
- Геодезия, картография, топография, фотограмметрия, геоинформационные системы, пространственные данные. Справочник стандартных (нормативных) терминов. Под общей редакцией В.Г.Плешкова, Г.Г.Побединского. - Издание 2-е, переработанное и дополненное.- М. : Издательство Проспект, 2015. - 672 с. - ISBN 978-5-98597-312-9
- Справочник стандартных и употребляемых (распространенных) терминов по геодезии, картографии, топографии, геоинформационным системам, пространственным данным. (в соавт.) - М.: Братишка, 2008. - 736 с. - ISBN 978-5-91565-001-4
- Генике А.А., Побединский Г.Г. Глобальные спутниковые системы определения местоположения и их применение в геодезии. Изд. 2-е, перераб. и доп. - М.: Картгеоцентр, 2004. - 355 с. - ISBN 5-86066-063-4
- Маркетинговые исследования рынка картографической продукции. - М. : Акад. наук о Земле, 2002. — 52 с. —  ISBN 5-93411-021-7 (в соавт.)
- Побединский Г.Г. Программирование геодезических задач на языке Бейсик. — М. : Недра, 1991. — 85 с. —  УДК: 528:681.3.06+681.3.06